# Мекнер, Джордан
Джордан Мекнер (англ. Jordan Mechner; в другой транскрипции Мехнер; 4 июня 1964, Нью-Йорк) — геймдизайнер и кинематографист, известный по серии игр Prince of Persia. Мекнер родился в Нью-Йорке и окончил Йельский университет в 1985 году, получив степень бакалавра по психологии. Его отец, Фрэнсис Мекнер, — доктор философии, специалист по экспериментальной психологии, бихевиористике, образованию, раннему развитию детей; его дед — еврей, родившийся в Черновцах, которые тогда были частью Австро-Венгерской империи, и переехавший в США в 1938 году.

## Биография
Первым хитом Мекнера была игра Karateka («Каратист»), написанная им во время учёбы в 1984 году. Prince of Persia («Принц Персии»), выпущенная в 1989 году, отличалась плавной анимацией персонажей. Обе части были выпущены компанией Brøderbund. Для анимаций, использованных в Prince of Persia, Мекнер днями изучал видео и фотографии его бегающего и прыгающего брата Дэвида и использовал действия в игре. В 1993 году он основал компанию Smoking Car Productions в Сан-Франциско, группу разработчиков развлекательного ПО, чтобы выпустить The Last Express. Игра в продаже провалилась, и Smoking Car Productions пришлось закрыть.
В 2003 году Ubisoft выпустила четвёртую часть саги Prince of Persia: The Sands of Time («Принц Персии: Пески Времени»), в которой Мекнер принял участие в качестве писателя и игрового дизайнера. Он принял участие в создании лишь заголовка к пятой части, Prince of Persia: Warrior Within («Принц Персии: Схватка с Судьбой»), являющейся продолжением Prince of Persia: The Sands of Time. Третья часть трилогии «Песков Времени», Prince of Persia: The Two Thrones («Принц Персии: Два Трона»), вышла в декабре 2005 года.
Мекнер сейчас занимается написанием сценариев и дизайном компьютерных игр. Он также написал и режиссировал два документальных фильма, удостоенных премий, Waiting for Dark и Chavez Ravine: A Los Angeles Story. С 2017 года осел в Монпелье (Франция).
В апреле 2012 года были найдены дискеты с исходным кодом оригинальной игры Prince of Persia для Apple II, считавшиеся до этого утерянными. Данные с дискет были восстановлены и опубликованы Джорданом Мекнером.

## Игры
- Karateka (1984)
- Prince of Persia (1989)
- Prince of Persia 2: The Shadow and The Flame (1993)
- The Last Express (1997)
- Prince of Persia: The Sands of Time (2003)
- Karateka (2012)